# Icre

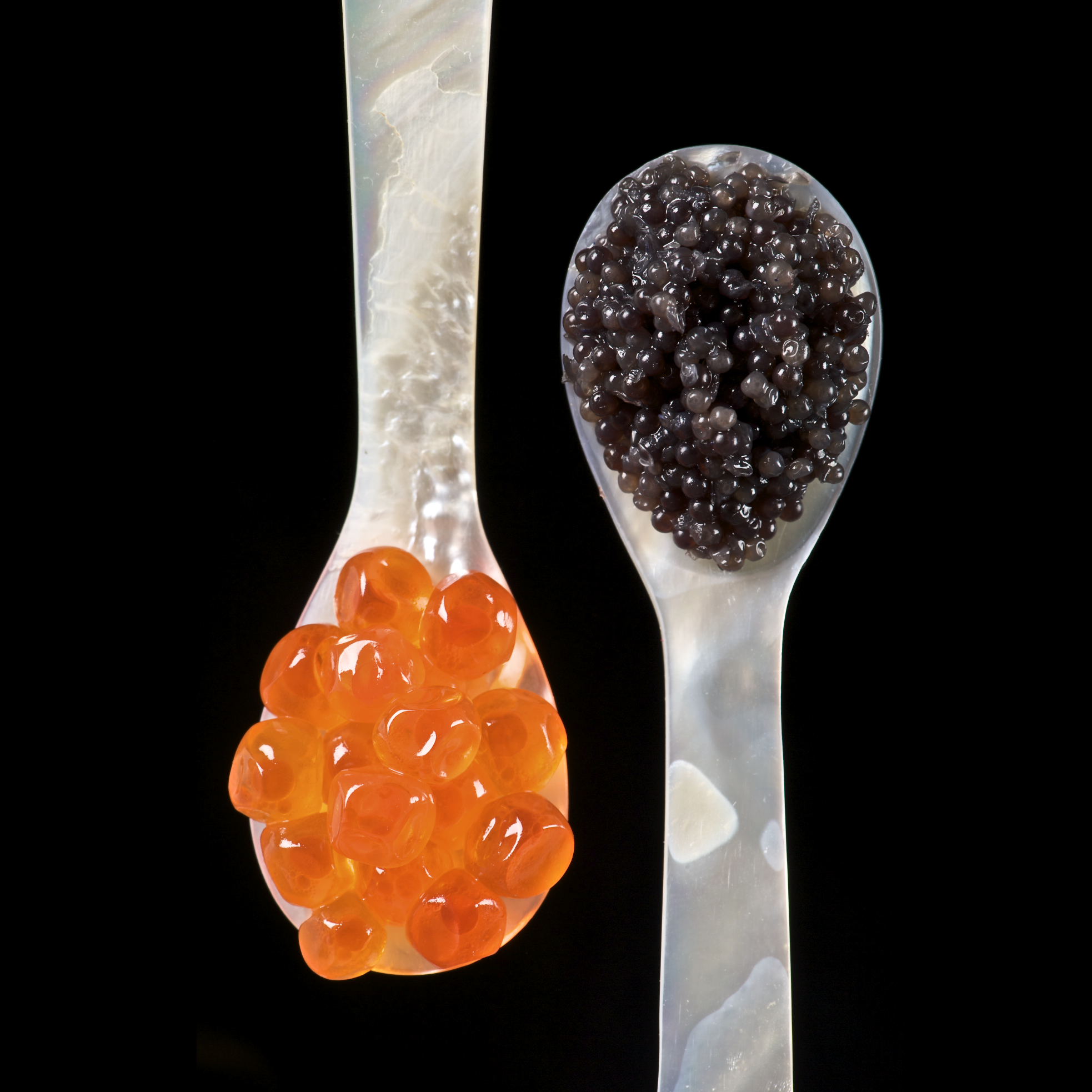
Icre de somon (stânga) și icre de sturion (caviar) (dreapta)

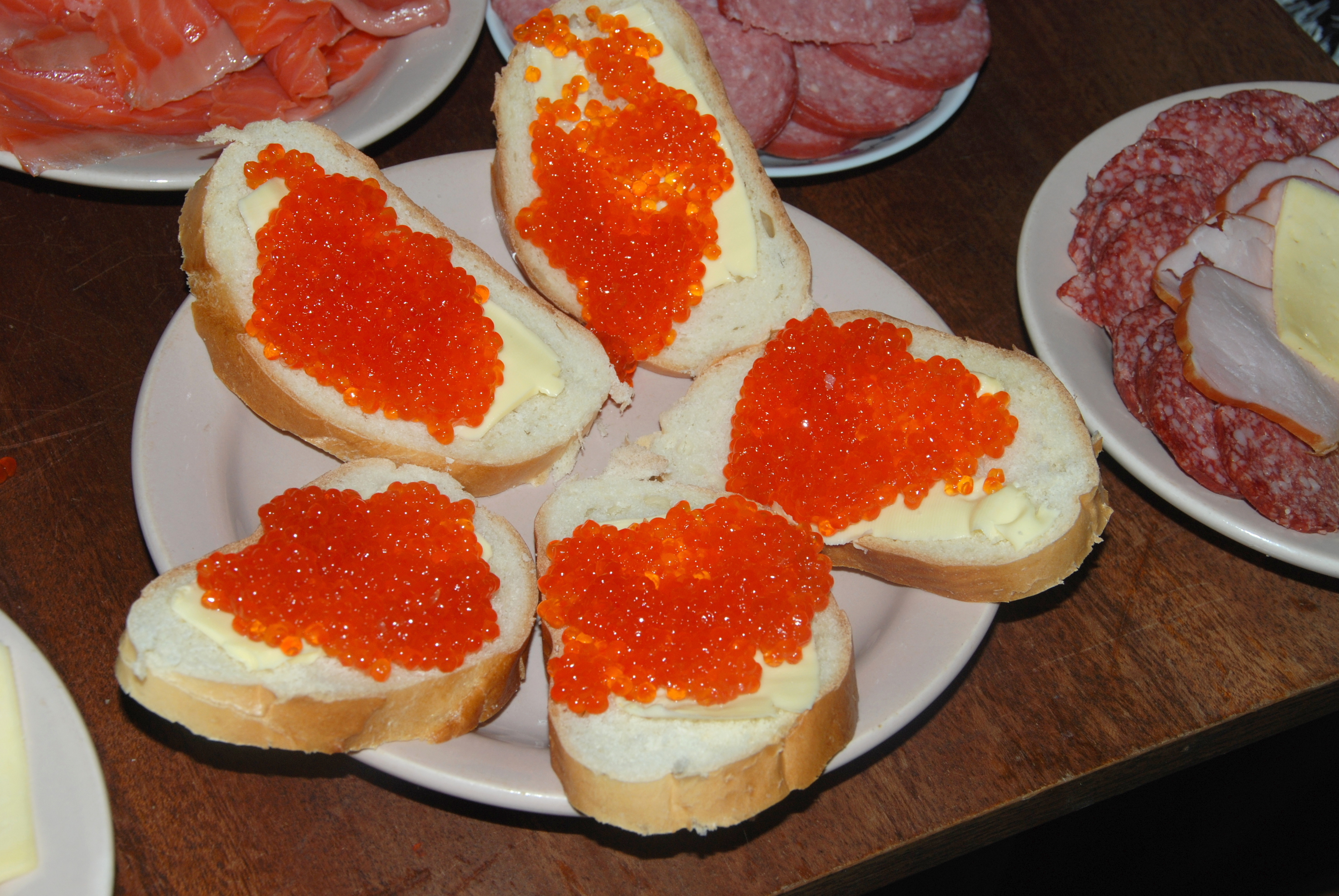
Sandvişuri cu icre roșii

Icre (substantiv, la singular, rar utilizat, icră) este numele generic dat ovulelor de pești sau de raci. Forma și mărimea icrelor diferă de la o specie la alta.

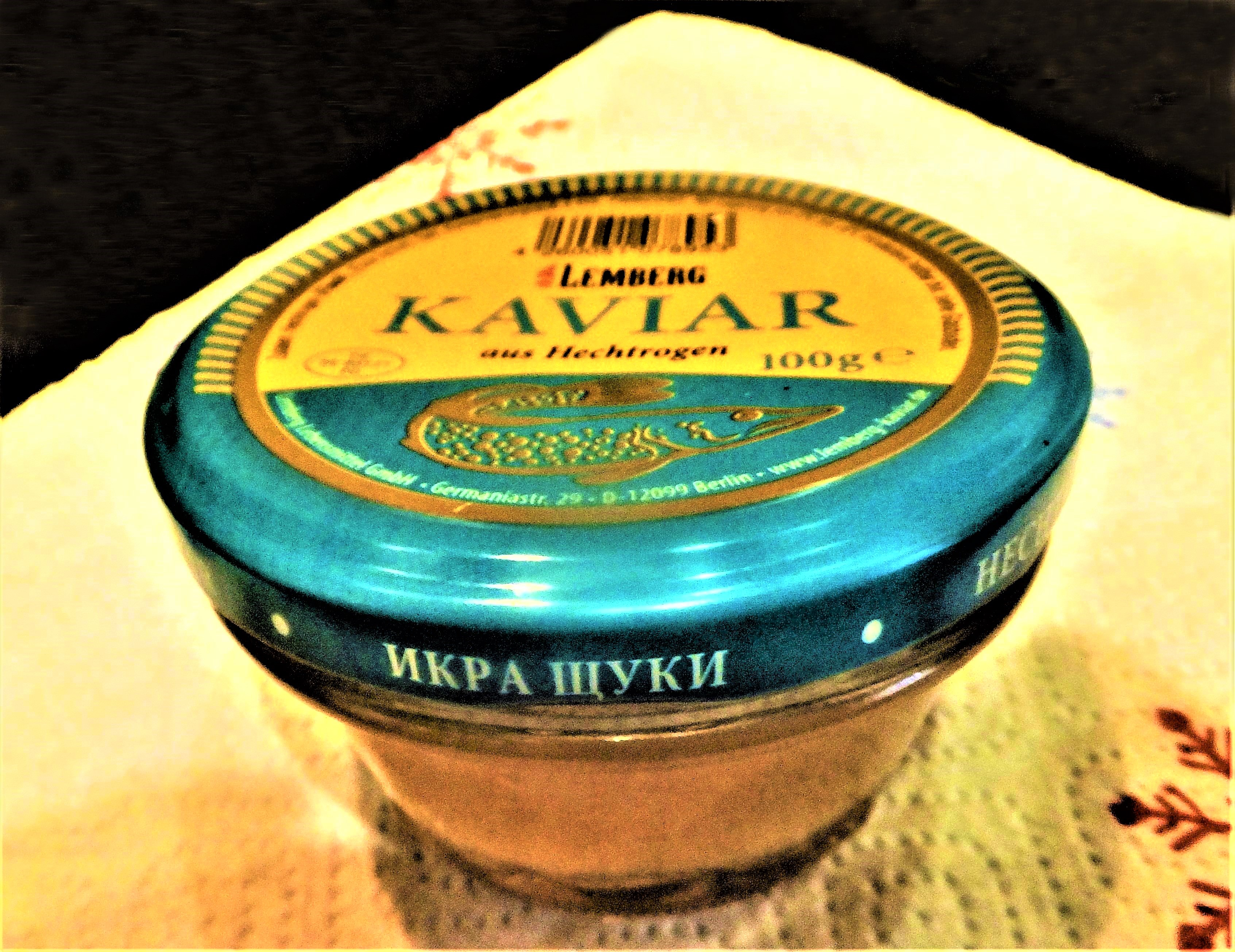
Icre de știucă

## Caracteristici și clasificări
Cel mai des icrele se întâlnesc sub forme sferoidale, eliptice, de pară. Mărimea icrelor de pește variază între 0,23 la anghilă și 18 mm la siluridul tropical Arius commersoni în diametru. După masa lor față de apa în care sunt depuse, icrele se împart în demersale și pelagice. Icrele prelevate de la sturioni se numesc icre negre sau caviar. Icrele prelevate de la somon li se spune icre de Manciuria sau caviar roșu. Icrele prelevate de la chefal se numesc butargă. De regulă, icrele sunt plasate într-o substanță cleioasă, câte una sau mai multe împreună. Fecundația icrelor poate fi externă sau internă.

## Utilizare
Icrele celor mai multe specii de pești au o valoare nutritivă ridicată, de aceea atât icrele roșii, cât și cele negre, au o utilizare largă în arta culinară. Ele se pot consuma în stare proaspătă sau sărată și prelucrată în mod special – icre moi, pasteurizate, tescuite etc. Unele specii de pești, ca anghila sau mreana, depun icre otrăvitoare organismului uman.